# Suzanne Reuter
Suzanne Alexandra Maria Reuter (uttal: [ˈrœjtər]), född 14 juni 1952 i Kungsholms församling i Stockholm, är en svensk skådespelerska och komiker.

## Biografi
Suzanne Reuter är dotter till ingenjören Terje Reuter (1924–2005) och skådespelaren Bojan Westin (1926–2013) samt brorsons dotter till skeppsredaren Gösta Reuter. Hon är uppvuxen i Kungsbacka i Halland. Reuter fick följa med sin mor bakom kulisserna på olika teatrar. Under en period arbetade hon med personer med intellektuell funktionsnedsättning, som hemsamarit och restaurangbiträde. 1976 sökte hon till Teaterhögskolan i Göteborg. Efter avklarade studier 1979 var hon verksam vid Östgötateatern innan hon 1980 blev engagerad vid TV-teaterensemblen, där hon blev kvar till 1983. Hon debuterade i komediserien Skyll inte på mig! 1978 med bland andra Magnus Härenstam och Brasse Brännström. Hennes komiska begåvning upptäcktes redan i början av 1980-talet när hon gjorde sketcher i TV-program som Razzel, Nöjesmassakern och senare Nöjeskompaniet. Hennes första större filmroll var i Kjell Sundvalls debutfilm Lyckans ost 1983.
För den breda publiken blev Reuter känd genom humorserien Lorry 1992–1995 och filmen Yrrol 1994. Rollen som redardottern Renate Dahlén i såpan Rederiet hjälpte till att etablera Reuter än mer hos svenska folket. Riktigt folkkär blev hon genom TV-serien Svensson, Svensson 1994 och 1996. Serien återkom med nyinspelade avsnitt 2007 och 2008. Hon har även medverkat i serien Cleo, filmen Ogifta par och i serien Drottningoffret, där modern Bojan Westin också var med. 1999-2000 gjorde hon sketchserien Reuter & Skoog tillsammans med Ulla Skoog, som hon samarbetat med redan under Lorry-tiden.
Reuter har arbetat på Stockholms olika privatteaterscener. Hon har haft framträdande roller i flera sängkammarfarser med bland andra Robert Gustafsson, här kan nämnas långkörare som Hotelliggaren på Chinateatern, Maken till fruar på Oscarsteatern och musikalen Rivierans guldgossar på Cirkus. Hösten 2008 medverkade hon i pjäsen Blommor av stål på Vasateatern. Hon har gjort flera sommarföreställningar på Krusenstiernska teatern i Kalmar, bland dem farsen Lånta fjädrar 2008, en teaterversion av Svensson, Svensson 2009 och farsen Zpanska flugan 2010. Den senare föreställningen sattes även upp på Chinateatern hösten 2011.
Hon har belönats med Guldmasken tre gånger och fått Guldbaggen för bästa kvinnliga skådespelare för Yrrol. Hon tilldelades Svenska Dagbladets Poppepris 2000 för sin känsla för humor och timing i repliken och hon har flera gånger vunnit Aftonbladets TV-pris.
År 2019 tog hon över som gåtställare i TV-programmet Fångarna på fortet i TV4. Hon spelade som Stina i Icas reklamfilmer från 31 januari 2021 fram till 6 maj 2024.
År 2022 hyllades Suzanne Reuter under en helkväll i programmet "Vilket liv!” i TV4.

### Familjeliv
Suzanne Reuter är ogift men var 1983–2000 sambo med skådespelaren Tomas Pontén, som hon har tre söner med.

## Filmografi

### TV
| År        | Titel                                        | Roll                 | Noteringar  |
| --------- | -------------------------------------------- | -------------------- | ----------- |
| 1978      | Skyll inte på mig!                           | Gunilla              |             |
| 1981      | Häpnadsväktarna                              |                      |             |
| 1981      | Det finns inga smålänningar                  | Eva Tunkvist         | TV-serie    |
| 1982      | Som ni behagar                               | Rosalinda            |             |
| 1983      | Farmor och vår Herre                         | Signe                |             |
| 1983      | Colombe                                      | Colombe              | TV-teater   |
| 1983      | Distrikt 5                                   | Nickie               |             |
| 1983      | München-Atén                                 | Sarah                | TV-teater   |
| 1984      | Lykkeland                                    | Vera Andersson       |             |
| 1984      | Nya himlar och en ny jord                    | Vendela Hebbe        |             |
| 1990      | Ebba och Didrik                              | Mamma                |             |
| 1990      | Rosenbaddarna                                | Lillemor Ågren       |             |
| 1991      | Sunes jul                                    | Helene               | 1 avsnitt   |
| 1992–1994 | Rederiet                                     | Renate Dahlén        |             |
| 1992-1995 | Lorry                                        |                      |             |
| 1994-2008 | Svensson, Svensson                           | Lena Svensson        |             |
| 1995      | Som löven i Vallombrosa                      | Lena                 | TV-teater   |
| 2000      | En klass för sig                             | Lena                 |             |
| 1999–2001 | Reuter & Skoog                               |                      |             |
| 2002–2003 | Cleo                                         | Cleo                 |             |
| 2005      | Hotelliggaren                                | Pia Wallén           |             |
| 2006      | Kronprinsessan                               | Elisabeth Meyer      |             |
| 2008      | Kungamordet                                  | Elisabeth Meyer      |             |
| 2009      | Harry & Charles                              | Kronprinsesse Louise |             |
| 2009–2010 | Guds tre flickor                             | Gud                  |             |
| 2010–2011 | Drottningoffret                              | Elisabeth Meyer      |             |
| 2015      | Modus                                        | Viveka Wallin        | 2 avsnitt   |
| 2015      | Fröken Frimans krig                          | Ebba von Rettig      | 1 avsnitt   |
| 2017–2020 | Vår tid är nu                                | Helga Löwander       |             |
| 2019–2020 | Fångarna på fortet                           | Madame Fouras        |             |
| 2019      | Panik i tomteverkstan                        | Medlem i tomterådet  | Julkalender |
| 2019      | Ture Sventon och Bermudatriangelns hemlighet | Ville Vesslas mor    | TV-serie    |
| 2020      | Hamilton                                     | Maria Hamilton       | TV-serie    |
| 2022      | Äntligen!                                    | Eva Forss            | TV-serie    |
| 2023      | Jana – Märkta för livet                      |                      |             |

### Filmer
| År   | Titel                                | Roll                       | Noteringar        |
| ---- | ------------------------------------ | -------------------------- | ----------------- |
| 1983 | Lyckans ost                          | Mona                       |                   |
| 1985 | Hålet                                | Kvinnan                    | Kortfilm, TV-film |
| 1985 | Examen                               | Ägare till en Volvo Amazon | Kortfilm, TV-film |
| 1986 | Ester - om John Bauers hustru        | Märta Eriksson             | TV-film           |
| 1988 | Friends                              | Mary i skönhetssalongen    |                   |
| 1988 | Xerxes                               | Yvonne                     | TV-serie          |
| 1988 | Jungfruresan                         | Anette Sandkvist           |                   |
| 1989 | Hoppa högst                          | Stigs mamma                | Kortfilm          |
| 1990 | Hemligheten                          | Sams mamma                 |                   |
| 1991 | Agnes Cecilia - en sällsam historia  | Carita Eng                 |                   |
| 1992 | Vi ses i Kraków                      | Mamman                     | Kortfilm          |
| 1993 | Drömkåken                            | Tina                       |                   |
| 1994 | Yrrol                                | Carina                     |                   |
| 1995 | Älskar, älskar inte                  | Gunilla                    |                   |
| 1997 | Rika barn leka bäst                  | Fru Johansson              |                   |
| 1997 | Svensson Svensson - filmen           | Lena Svensson              |                   |
| 1997 | Sanning eller konsekvens             | Gunilla                    |                   |
| 1997 | Ogifta par...en film som skiljer sig | Sara                       |                   |
| 1999 | Dödlig drift                         | Fallenius                  |                   |
| 1999 | Gunnar Rehlin                        |                            | TV-film           |
| 1999 | Tomten är far till alla barnen       | Carina                     |                   |
| 1999 | Sherdil                              | Ridlärarinnan              |                   |
| 2000 | Gossip                               | Alexandra Furustig         |                   |
| 2001 | Lady och Lufsen II: Ludde på äventyr | Lady (röst)                |                   |
| 2006 | 7 miljonärer                         | Judith                     |                   |
| 2007 | Solstorm                             | Kristina Strandgård        |                   |
| 2008 | Morgan Pålsson - världsreporter      | Eva                        |                   |
| 2011 | Svensson Svensson - i nöd och lust   | Lena Svensson              |                   |
| 2014 | Micke & Veronica                     | Alicia                     |                   |
| 2014 | Hallonbåtsflyktingen                 | Greta                      |                   |
| 2015 | I nöd eller lust                     | Kerstin                    |                   |
| 2017 | All Inclusive                        | Inger                      |                   |
| 2018 | Hjärtat                              | Mikas mamma                |                   |
| 2018 | Lyrro - Ut & Invandrarna             | Various                    |                   |
| 2019 | Quick                                | Margit Norell              |                   |
| 2019 | Jag kommer hem igen till jul         | Mona                       |                   |
| 2020 | Berts dagbok                         | Mormor Svea                |                   |
| 2023 | Ruby – Havsmonstret                  | Gammelmor (röst)           |                   |

## Teater

### Roller (ej komplett)
| År   | Roll             | Produktion                                                                                  | Regi                 | Teater                           |
| ---- | ---------------- | ------------------------------------------------------------------------------------------- | -------------------- | -------------------------------- |
| 1979 |                  | Krisen John Somerville                                                                      | Lars Gerhard Norberg | Norrköping-Linköping stadsteater |
| 1980 |                  | De tre tjockisarna Jurij Olesja                                                             | Gun Jönsson          | Norrköping-Linköping stadsteater |
| 1983 |                  | Calombre                                                                                    |                      | Dramaten                         |
| 1990 | Medverkande      | Skrattverket, revy                                                                          | Mille Schmidt        | Intiman                          |
| 1990 | Medverkande      | Lorry, revy Peter Dalle                                                                     | Kjell Sundvall       | Restaurang Tyrol                 |
| 1997 | Hedda            | Så enkel är kärleken Lars Norén                                                             | Christian Tomner     | Vasateatern                      |
| 1997 | Pia Wallén       | Hotelliggaren Ray Cooney                                                                    | Bo Hermansson        | Chinateatern                     |
| 1999 | Lena Svensson    | Svensson, Svensson Tomas Tivemark, Johan Kindblom och Michael Hjorth                        | Mikael Ekman         | Chinateatern                     |
| 2000 | Katarina Nilsson | Maken till fruar Ray Cooney                                                                 | Bo Hermansson        | Oscarsteatern                    |
| 2002 | Medverkande      | Lorry, revy Peter Dalle                                                                     | Peter Dalle          | Oscarsteatern                    |
| 2002 |                  | Vem är rädd för Virginia Woolf?                                                             |                      | Södra Teatern Riksteatern        |
| 2005 | Stevie Gray      | Geten, eller Vem är Sylvia? Edward Albee                                                    | Christian Tomner     | Vasateatern                      |
| 2007 | Muriel Eubanks   | Rivierans Guldgossar David Yazbek och Jeffrey Lane                                          | Bo Hermansson        | Cirkus, Stockholm                |
| 2008 | Solveig Grossman | Lånta Fjädrar Franz Arnold och Ernst Bach                                                   | Stefan Ekman         | Krusenstiernska gården           |
| 2009 | Lena Svensson    | Svensson, Svensson på semester Tomas Tivemark, Michael Hjorth och Johan Kindblom            | Leif Lindblom        | Krusenstiernska gården           |
| 2010 | Harriet Stark    | Zpanska flugan Franz Arnold och Ernst Bach                                                  | Leif Lindblom        | Krusenstiernska gården           |
| 2010 | Sweet Sue        | Sugar - I hetaste laget Jule Styne, Bob Merrill och Peter Stone                             | Bo Hermansson        | Oscarsteatern                    |
| 2011 | Harriet Stark    | Zpanska flugan Franz Arnold och Ernst Bach                                                  | Leif Lindblom        | Chinateatern                     |
| 2012 | Jacqueline       | La cage aux folles Jerry Herman och Harvey Fierstein                                        | Peter Dalle          | Oscarsteatern                    |
| 2012 | Husan Emma       | Hjälten från Kalmarsund Franz Arnold och Ernst Bach                                         | Bo Hermansson        | Krusenstiernska gården           |
| 2014 | Betty Meeks      | Kom igen, Charlie Larry Shue                                                                | Peter Dalle          | Oscarsteatern                    |
| 2015 | Mrs Wilberforce  | Ladykillers Graham Linehan                                                                  | Emma Bucht           | Oscarsteatern                    |
| 2018 | Lady Eugenia     | Gentlemannen Robert L Freedman och Steven Lutvak                                            | Markus Virta         | Oscarsteatern                    |
| 2019 | Abbedissan       | En värsting till syster Alan Menken, Glenn Slater, Cheri Steinkellner och Bill Steinkellner | Anders Albien        | Chinateatern                     |

## Utmärkelser och priser
- H.M. Konungens medalj i guld av 8:e storleken (Kon:sGM8, 2018) för betydande förtjänster inom svensk scenkonst[35]
- Stockholms stads S:t Eriksmedaljen i guld (S:tEGM, 2002)
- 1994 – Guldsolen
- 2000 – Svenska Dagbladets Poppepris
- 2001 – Månadens stockholmare
- 2002 – Edvardpriset
- 2007 – Filmpublicisternas pris i kategorin Årets filmpar (tillsammans med Loa Falkman; för 7 miljonärer)
- 2012 – Svenska Akademiens teaterpris
- 2019 – Karamelodiktstipendiet

### Prisnomineringar
| År   | Film/Uppsättning                | Pris                 | Kategori                         | Resultat  |
| ---- | ------------------------------- | -------------------- | -------------------------------- | --------- |
| 1994 | Yrrol                           | Guldbaggen           | Bästa kvinnliga skådespelare     | Vann      |
| 1994 |                                 | Aftonbladets TV-pris | Årets kvinnliga tv-personlighet  | Vann      |
| 1996 |                                 | Aftonbladets TV-pris | Årets kvinnliga tv-personlighet  | Vann      |
| 1998 | Hotelliggaren                   | Guldmasken           | Bästa kvinnliga skådespelerska   | Vann      |
| 2000 | Svensson, Svensson              | Guldmasken           | Bästa kvinnliga skådespelerska   | Vann      |
| 2000 |                                 | Aftonbladets TV-pris | Årets kvinnliga tv-personlighet  | Vann      |
| 2002 | Lorry                           | Guldmasken           | Bästa kvinnliga skådespelare     | Nominerad |
| 2002 |                                 | Aftonbladets tv-pris | Årets kvinnliga tv-personglighet | Vann      |
| 2003 | Vem är rädd för Virginia Woolf? | Guldmasken           | Bästa kvinnliga skådespelare     | Vann      |
| 2008 |                                 | Aftonbladets tv-pris | Årets kvinnliga skådespelare     | Vann      |